# Линдерман, Владимир Ильич
Влади́мир Ильи́ч Ли́ндерман (Vladimirs Lindermans, известен также под псевдонимом А́бель; род. 3 ноября 1958, Рига, Латвийская ССР) — латвийский и российский политический деятель.
Владимир Линдерман — активный борец за права русскоязычных в Латвии, инициатор референдума 2012 года о признании русского языка государственным.
Линдерман являлся близким соратником Эдуарда Лимонова в политических движениях, колумнистом Каспаров.ру, активно публикуется на дискуссионном портале IMHOclub.lv, Baltnews.

## Биография
Владимир Ильич Линдерман родился в еврейской семье. Его отец был инженером, начальником цеха на рижском заводе «Коммутатор». Мать — Дора Мироновна Линдерман, урождённая Дубинская. Дора Мироновна родилась в Киеве, они с Ильёй были одноклассниками с 4 класса. Её родители и сестра смогли эвакуироваться оттуда в начале войны. Оставшиеся в Киеве бабушка и дедушка, а также другие родственники были расстреляны в Бабьем Яру.
Владимир имеет два неоконченных высших образования — экономическая кибернетика (3 курса) и филологическое (2 курса).
В конце 1980-х годов издавал в Риге самиздатский литературный журнал «Третья модернизация», редактировал русское издание газеты Народного фронта «Атмода» («Пробуждение», с 1990 года «Балтийское время»).
В 1990-е годы издавал эротическую газету «Ещё», тиражом до полумиллиона, довольно быстро превратившуюся в контркультурное издание, где эротика представляла собой лишь один из элементов идеологической композиции. 24 октября 1993 года, после разгона Верховного Совета, постановлением президента России газета «Ещё» была закрыта вместе с газетами «Правда», «Советская Россия», «День», «Пульс Тушино». Сам Линдерман считал, что его газету закрыли с подачи владельца конкурирующего издания «СПИД-инфо» Андрея Гнатюка.
В конце 1991-го открыл первый на территории СССР секс-шоп.
В октябре 1997 года вступил в Национал-большевистскую партию (НБП), вёл активную партийную работу, являлся заместителем комиссара (руководителя) латвийского отделения. В 1998 году участвовал в работе первого съезда партии, где познакомился с Эдуардом Лимоновым.
С конца 2001 года комиссар латвийского республиканского отделения НБП, редактор печатного органа НБП Латвии — газеты «Трибунал».

### В России
В ноябре 2002 года Линдерман отправился в Саратов, для участия в судебном деле против лидера НБП Эдуарда Лимонова, по которому Лимонов обвинялся в авторстве экстремистского манифеста «Вторая Россия». Линдерман принял на себя авторство текста, тем самым уведя обвинения от Лимонова.
21 ноября 2002 года в квартире Линдерман в Риге был проведён обыск. По данным властей Латвии в квартире была найдена взрывчатка, однако эти данные Линдерман отвергал. Полиция безопасности Латвии объявила его в международный розыск, инкриминировав «покушение на жизнь президента Латвии Вайры Вике-Фрейберги» и «призыв к свержению государственного строя Латвийской Республики». Линдерман выехал в Россию и попросил политического убежища, но не получил его, так как российские власти требовали отказаться от дальнейшей политической деятельности. В России Линдерман выполнял организаторскую работу в НБП, а в 2004 году был назначен заместителем председателя партии. В этот период были проведены нашумевшие «акции прямого действия»[прояснить].
С 2002 года власти Латвии неоднократно просили экстрадиции подозреваемого в страну, и по мнению Линдермана из-за своей политической деятельности в России ФСБ пошла навстречу требования латвийских спецслужб о его выдаче.
Так 24 сентября 2003 года Линдерман был задержан сотрудниками ФСБ для передачи его латвийским властям. 2 октября 2003 года депутат Госдумы Виктор Алкснис сообщил, что Линдерман находится в Лефортово. 8 октября Генеральная прокуратура РФ заявила, что Линдерман арестован по запросу латвийских властей, однако 13 октября Генеральная прокуратура отказала Латвии в его выдаче и отпустила его. 14 октября адвокат Линдермана заявил, что намерен заняться вопросом предоставления его подзащитному политического убежища в России или российского гражданства. В то же время генеральный прокурор Латвии Янис Майзитис заявил что Линдерман преследуется не по политическим причинам, а по уголовному делу.
21 июня 2006 года Владимир был задержан у входа на станцию московского метро российскими оперативниками по борьбе с терроризмом. Кузьминский суд Москвы принял решение о выдворении Линдермана из РФ. В латвийских СМИ появилась информация о передачи подозреваемого в Латвию, однако офцицильные власти Лавтии опровергли это. Позже сам Линдерман сообщил, что ему удалось избежать депортации в 2006 году благодаря «хорошему отношению рядовых милиционеров».
29 февраля 2008 года Линдерман был задержан в Москве на конспиративной квартире в ходе спецоперации ФСБ и был доставлен в ОВД «Измайлово». Измайловский районный суд постановил выдворить Линдермана в Латвию. Под конвоем он был доставлен в посёлок Северный в центр временного содержания иностранных граждан. Предложение уехать в Израиль, чтобы попросить там политического убежища, Владимир отверг. 19 марта его депортировали в Латвию, где он был взят под стражу.

### Возвращение в Латвию
После депортации из России Линдерман находился в Рижской центральной тюрьме. Затем он добился того, чтобы все выдвинутые против него обвинения были сняты. 3 июля 2008 года Линдерман оправдан по обвинению в хранении взрывчатых веществ судом Центрального района Риги, который счел, что собранных по делу доказательств недостаточно для вынесения обвинительного приговора. Прокуратура опротестовала приговор, и 6 октября Линдерман был осуждён Рижским окружным судом. Однако 3 февраля 2009 года Верховный суд вернул дело на новое рассмотрение, и 2 сентября Рижский окружной суд оправдал Линдермана. В 2010 году Линдерман обратился в суд с требованием к государству в лице министерства юстиции о компенсации морального ущерба за ложное обвинение в размере одного лата. Дело было выиграно в первой инстанции; приговор был обжалован министерством юстиции, но в 2012 году Линдерман выиграл дело и во второй инстанции.
27 сентября 2009 года Линдерман организовал партию «Движение 13 января», в названии которой была скрыта отсылка к революции 1905 года и беспорядкам на Домской площади. Съезд прошел в Лудзе.
В 2010 году Линдерман обратился в районный суд против Управления по делам гражданства и миграции (УДГМ), которое отказало ему в натурализации из-за недостающего срока проживания в стране. Владимир 2002 по 2008 год фактически проживал в России, что не позволило ему набрать необходимые по закону натурализации 5 лет проживания в Латвии. 31 октября 2011 года суд удовлетворил иск Линдермана и постановил, что УГДМ должно рассмотреть его заявление, однако окружной суд в марте 2013 года это решение отменил.
В 2010 году Полиция безопасности возбудила против Владимира Линдермана и Анастасии Высоцкой дело о якобы поддельных документах, представленных при регистрации движения «13 января». Линдерман оповестил о том, что все претензии со стороны государства к обстоятельствам регистрации его партии сняты ещё в январе 2013 года, однако Полиция безопасности продолжала дело, опросив на местах не менее 100 свидетелей. В декабре 2016 года Владимир Линдерман доказал свою правоту в суде, а в июне 2017 года Верховный суд Латвийской Республики поставил точку в этом деле, отклонив кассацию прокуратуры и подтвердив невиновность подозреваемых.
В 2011 году стал одним из руководителей общества «За родной язык (ЗаРЯ)», которая занималась сбором подписей для выставления на референдум вопроса о придании русскому языку статуса государственного. Подписи были собраны с 1 по 30 ноября 2011 года, референдум прошел 18 февраля 2012 года с явкой 74,8 %, однако большинство проголосовало против. После чего Сейм в 2015 году значительно ужесточил правила проведения референдумов, вписав в закон норму о том, что для их инициации в Центральную избирательную комиссию требуется подать нотариально заверенные подписи 10 % граждан, имеющих право голоса (то есть около 150 тысяч вместо ранее требовавшихся 10 тысяч).
6 декабря 2012 года, накануне конференции об автономии Латгалии Полиция безопасности устроила обыск в квартире лидера партии «ЗАРЯ!» Владимира Линдермана, изъяв компьютер, диски и финансовые документы. Одновременно были проведены обыски также у других членов партии — Евгения Осипова и Иллариона Гирса.

#### Иск против экс-президента
В 2012 года Линдерман подал иск в суд против экс-президента В. Вике-Фрейберги о компенсации морального ущерба, нанесенного ему её высказываниями в эфире LTV, оценив его в 5000 латов (около 7000 евро). Дело рассматривалось в суде Центрального района Риги, интересы истца защищал его сподвижник Илларион Гирс, который указал, что согласно статье 2352 (прим) Гражданского закона ЛР, экс-президент должна была в суде доказать правдивость своего утверждения во трех частях: 1) что Владимир Ильич Линдерман опасный для общества элемент; 2) что он является экстремистом; 3) что он был задержан с доказанными агитационными материалами против суверенитета ЛР. Он привёл определение экстремизма из резолюции № 1344 ПАСЕ: «форма политической деятельности, явно или исподволь отрицающая принципы парламентской демократии и основанная на идеологии и практике нетерпимости, отчуждения, ксенофобии, антисемитизма и ультранационализма». И хотя адвокат экс-президента не смог привести доказательств её нелживости, суд встал на его сторону, признав высказывания Вике-Фрейберги не клеветой и не оскорблением чести и достоинства истца, а лишь личным оценочным мнением. Суд второй инстанции оставил изначальное решение неизменным. Несмотря на то, что дело имело хорошую перспективу в Европейском Суде по Правам Человека, Линдерман не стал продолжать его.
В октябре 2013 года Линдерман вместе с поэтом, музыкантом и общественным деятелем Каспаром Димитерсом во главе организации «Защитим наших детей» (Sargāsim mūsu bērnus) начали кампанию за проведение референдума о запрете гей-пропаганды среди несовершеннолетних, для чего они предлагали внести поправку в 47-ю статью Закона о защите прав детей: «В детских образовательных учреждениях и в учреждениях по уходу за детьми половое воспитание должно быть основано на статье 110 Конституции Латвийской Республики. В детских образовательных учреждениях и в учреждениях по уходу за детьми запрещены реклама и популяризация сексуальных и брачных отношений между лицами одного пола».
Также предлагалось дополнить статью 50.1: «Детей запрещено вовлекать — как в качестве участников, так и в качестве зрителей — в мероприятия, целью которых является реклама и популяризация сексуальных и брачных отношений между лицами одного пола». Соответствующая поправка помогла бы на законных основаниях запретить проведение на улицах Риги европрайдов. В апреле 2014 года группа православных жителей Латвии обратилась к Патриарху Московскому и всея Руси Кириллу с просьбой поддержать эту инициативу. Обращение органистка Евгения Лисицына, профессор Балтийской международной академии Олег Никифоров, бард и публицист Каспар Димитерс, писательница Андра Манфелде, журналисты Сергей Тыщенко, Наталья Захарьят, Элина Чуянова, чемпион мира по гиревому спорту Василий Гинько, депутат Вентспилсской думы Владислав Шафранский, председатель общества «Дзимта» (РОД) Саулюс Шейкис и другие. В мае 2014 года Русская Православная церковь письменно выразила поддержку общественному движению, однако требуемого для начала референдума количества подписей набрать не удалось.

#### Нацболы на военной базе
В июне 2015 года активисты национал-большевистской партии «Другая Россия» Александр Куркин и Андрей Попко сумели пробраться на военную базу в Адажи, преодолев забор с помощью простой лестницы. Они вывесили там стилизованный под георгиевскую ленточку флаг во время международных учений НАТО «Saber Strike 2015». Нацболы были задержаны, а вместе с ними и Владимир Линдерман. Граждан России Александра Куркина и Андрея Попко обвинили в шпионаже и попытке террористической деятельности, затем переквалифицировав обвинение на хулиганство, с перспективой получить до пяти лет лишения свободы, принудительные работы или денежный штраф. Владимиру Линдерману инкриминировали «поддержку хулиганства».
23 мая 2018 года Рижский районный суд приговорил россиян к тюремному заключению сроком ровно на 3 месяца и 27 дней, которые они уже провели под стражей ранее. Линдерман судом был оправдан.
4 декабря 2018 года департамент по уголовным делам Сената Верховного суда Латвии полностью оправдал обоих граждан России и Владимира Линдермана. Согласно вступившему в силу в марте 2018 года закону «О возмещении ущерба, причиненного в рамках уголовного процесса или дела об административном правонарушении», оправданные могут потребовать от Латвии возмещения ущерба на сумму от 7 тысяч до 145 тысяч евро.

#### Выступление на Вселатвийском родительском собрании
31 марта 2018 года Русский союз Латвии провёл Вселатвийское родительское собрание, чтобы выразить протест против ликвидации среднего образования на русском языке в рамках очередного этапа школьной реформы. Полиция безопасности возбудила уголовное дело против организаторов собрания, грубо задержав в его рамках 8 мая 2018 года Владимира Линдермана, хотя он никогда прежде не оказывал сопротивления правоохранителям и, по мнению адвоката Елены Квятковской, в организации похищения с автобусной остановки людьми в масках не было никакой необходимости. На следующий день активисты «Другой России» забросали дымовыми шашками посольство Латвии в Москве, протестуя против задержания Линдермана. Задержанный провёл в тюрьме полторы недели.
В 2020 году Полиция безопасности прекратила уголовное дело по факту проведения Вселатвийского родительского собрания против Линдермана, Жданок, Гапоненко и остальных фигурантов. Расценив высказанные на собрании речи как направленные на раскол латвийского общества, Полиция всё же, основываясь на данных лингвистической экспертизы, не усмотрела в них состава уголовного преступления, однако утверждала, что необходимые доказательства для этого можно было получить только в рамках уголовного процесса.
После прекращения уголовного дела Линдерман воспользовался своим правом получить возмещение материального и морального ущерба, причинённого в ходе процесса, и Служба госбезопасности тут же возобновила расследование по ранее закрытому делу по решению прокурора Генеральной прокуратуры В. Опинцане, отметил латышский расследовательский портал Pietiek. Генеральная прокуратура сообщила, что в ходе прекращённого уголовного процесса «не были проведены все возможные процессуальные и расследовательские действия, чтобы сделать правильный вывод о наличии состава возможного преступления». Портал вторично опубликовал вызвавшую подозрения СГБ речь Линдермана на собрании.

#### На фоне вторжения России на Украину в 2022 году
21 июня 2022 года Владимир Линдерман был задержан и заключён под стражу в Риге в связи с обвинением в том, что «прославлял и оправдывал в интернет-среде преступления против мира и военные преступления Вооружённых сил Российской Федерации в Украине». Уголовный процесс против него был начат Службой госбезопасности 7 июня 2022 года, при этом в поле зрения этой службы Линдерман находится несколько лет, учитывая его «прокремлёвскую позицию».
Журналист Алла Березовская сообщила, что Линдерман жаловался на неоправданно жёсткие силовые методы при задержании. Латвийский журналист Лато Лапса считает, что задержание Линдермана можно расценивать как вседозволенность спецслужб против инакомыслящих.
Сам Линдерман назвал логическим абсурдом то, что его сажают в тюрьму за оправдание преступления, которое не признано преступлением в законном порядке. «Фактически ряд уголовных процессов начат против жителей Латвии за то, что они высказывали отличное от официальной позиции мнение о вооружённом конфликте России и Украины, а проще говоря — по мнению СГБ — симпатизируют России. Большинство из фигурантов этих уголовных дел нам неизвестны, но некоторые попали в поле зрения СМИ: публицист Айвис Василевскис, блогер Кирилл Фёдоров, бывший депутат Рижской думы Игорь Кузьмук, выпускник колледжа Александр Дубяго и автор этих строк, — отметил Линдерман в письме из тюрьмы. — Разве какая-то авторитетная судебная инстанция вынесла вердикт: действия российского руководства на Украине являются геноцидом, преступлением против человечности и т. д.? Мне ничего не известно о таком вердикте. Знаю только, что Международный уголовный суд начал работу в этом направлении, но она на самом старте… Только суд может признать человека или группу людей виновными в совершении преступления. Пока в отношении действий России на Украине нет приговора, вынесенного авторитетной судебной инстанцией, статья 74¹, я полагаю, применяться не может. И каждый житель Латвии вправе выражать любое мнение по поводу российско-украинского военного конфликта. При этом, разумеется, нельзя призывать к насилию или разжигать национальную ненависть. Но это уже другая тема и другие статьи Уголовного закона».
Служба госбезопасности пояснила агентству LETA, что «Линдерман задержан за то, что в интернет-среде систематически прославлял и оправдывал преступления Вооружённых сил Российской Федерации против мира и военные преступления, направленные против украинцев и Украинского государства». Дело против Линдермана стало одним из 19 дел, начатых после начала вторжения России на Украину, и восьми по указанной статье Уголовного закона Латвии.
14 июля, через 3 недели после ареста, Рижский окружной суд отклонил ходатайство выпустить Владимира Линдермана под залог. Кроме того, Служба госбезопасности запретила ему свидания и переписку, что, по мнению адвоката Линдермана, является непропорциональным ущемлением прав человека.
10 октября 2022 года освобождён из под стражи под залог 6.000 евро.